# Dorfkirche Oberreißen

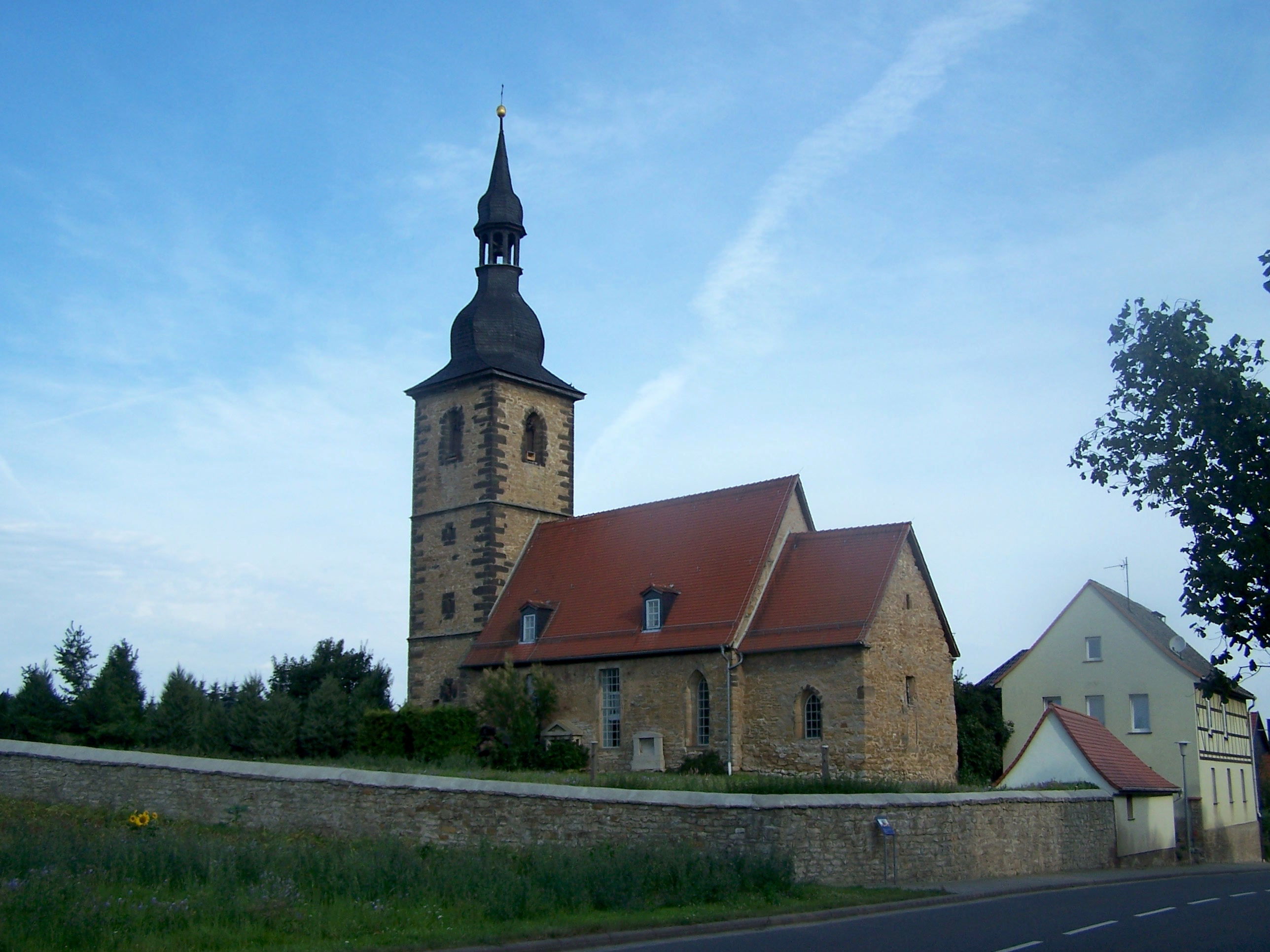
Die Kirche

Die Dorfkirche Oberreißen steht in der Gemeinde Oberreißen im Landkreis Weimarer Land in Thüringen.

## Geschichte
Die Dorfkirche Oberreißen ist eine Saalkirche mit eingezogenem Rechteckchor und hohem Westturm. Die Kirche wurde im hohen Mittelalter gegründet und später mehrfach umgebaut. Im Kirchenschiff befinden sich romanische Bauteile. Der Westturm ist in gotischer oder spätgotischer Zeit errichtet worden.